# Френдшип (Њујорк)
Френдшип (енгл. Friendship) насељено је место без административног статуса у америчкој савезној држави Њујорк.

## Демографија
По попису из 2010. године број становника је 1.218, што је 42 (3,6%) становника више него 2000. године.
| Група             | 2000.         | 2010.         |
| Белци             | 1.116 (94,9%) | 1.174 (96,4%) |
| Афроамериканци    | 34 (2,9%)     | 7 (0,6%)      |
| Азијати           | 1 (0,1%)      | 1 (0,1%)      |
| Хиспаноамериканци | 10 (0,9%)     | 22 (1,8%)     |
| Укупно            | 1.176         | 1.218         |